# 奧爾利夫卡 (諾夫哥羅德-謝韋爾斯基區)
51°54′53″N 32°48′49″E / 51.91472°N 32.81361°E
奧爾利夫卡（烏克蘭語：Орлівка），是烏克蘭的村落，位於該國北部切爾尼戈夫州，由諾夫哥羅德-謝韋爾斯基區負責管轄，始建於1690年，面積4.04平方公里，海拔高度171米，2001年人口1,214，人口密度每平方公里300.5人。